# Yap (grupa etniczna)
Yap, Jap – rdzenna ludność wysp Yap w archipelagu Karolinów w zachodniej części Sfederowanych Stanów Mikronezji, odłam Mikronezyjczyków. W 1996 roku ich liczebność wynosiła 15 tys. osób.
Posługują się językiem yap ze wschodniej gałęzi grupy oceanicznej języków austronezyjskich. Na zamieszkanych przez nich wyspach używany jest także język angielski.
Wyznają katolicyzm. Jednocześnie występują silne wpływy tradycyjnych wierzeń.
Do tradycyjnych zajęć ludu Yap zalicza się rybołówstwo, a także szkutnictwo, garncarstwo i plecionkarstwo. Wytworem kultury Yap są także wielkie kamienne dyski, używane w przeszłości jako środek płatniczy – tzw. kamienie rai.
Pod względem antropologicznym i językowym są bliżej spokrewnieni z Melanezyjczykami aniżeli z pozostałymi ludami Karolinów.
Struktura społeczna opiera się na patrylinearnym systemie pokrewieństwa.